# Anatoli Ionov
Anatoli Semjonovitsj Ionov) (Russisch: Анатолий Семёнович Ионов) (Moskou, 23 mei 1939 - aldaar, 12 mei 2019) was een Sovjet-Russisch ijshockeyer. 
Ionov won tijdens de Olympische Winterspelen 1968 en Olympische Winterspelen 1972 de gouden medaille, de editie van 1968 gold ook als wereldkampioenschap.
Ionov werd in 1965, 1966 en 1968 wereldkampioen.